# Kroktjärnen (Vemdalens socken, Härjedalen, 690693-141035)
Kroktjärnen är en sjö i Härjedalens kommun i Härjedalen och ingår i Ljusnans huvudavrinningsområde.